# Peter Kirstein
Peter Thomas Kirstein (Alemanha, 20 de junho de 1933 - 8 de janeiro de 2020) foi um cientista da computação britânico.
Em 2012 Kirstein foi induzido no Internet Hall of Fame pela Internet Society.
Kirstein introduziu no seu laboratório de Londres os padrões TCP/IP (Transmission Control Protocol/Internet Protocol), resistindo a outros padrões que surgiam na mesma altura. Estes, que viriam a tornar-se nos protocolos universais para a rede, permitem a vários computadores que partilhem informação uns com os outros.
Por causa disso, é hoje considerado por muitos como um dos pioneiros da internet na Europa, tendo acelerado a transição da rede dos EUA para o continente europeu. Na década de 70, para celebrar os avanços que estavam a ser feitos na área das redes de computadores, desafiou a Rainha Isabel II a enviar uma mensagem entre dois computadores ligados em rede.
Foi em 1976, na inauguração de uma instalação de telecomunicações em Malvern, no Reino Unido, que a Rainha Isabel II enviou o seu primeiro e-mail, tornando-se numa das primeiras chefes de Estado do mundo a utilizar esta tecnologia ainda em desenvolvimento.
Kirstein morreu no dia 8 de janeiro de 2020, aos 86 anos, em decorrência de um tumor cerebral.